# Франчетті Олександр
Олександр Станіславович Франчетті (під час народження —  Оленєв; нар. 2 березня 1973, Воронеж) — російський громадянин, активіст так званої «кримської весни», учасник окупації Криму у 2014 році. Фігурант бази даних Центру «Миротворець».

## Відомості
За даними чеського видання «iRozhlas», Франчетті працював у Празі від кінця 1990-х років, отримував дохід як фітнес-тренер, провадив бізнес у столиці Чехії, отримав посвідку на постійне проживання в Празі. Джерело видання в силових структурах повідомило, что він проживав у Чехії від 2000 року. У лютому 2014 года прибув до Криму, де зібрав і очолив розвідувальну групу «Північний вітер» з 12-ти осіб. За даними «Радіо Прага», Олександр Франчетті цю спеціалізовану розвідгрупу створив 25 лютого 2014. Вона підтримувала тісні зв'язки з морськими піхотинцями Чономорського флоту РФ. За даними сайту «Миротворець», у 2014 році Франчетті приїхав до Криму, вступив у незаконне збройне формування «Самооборона Севастополя», а потім організував інше — розвідгрупу «Північний вітер». Франчетті розповідав, що після подій 2014 року працював у Криму помічником місцевої депутатки від «Єдиної Росії» Ольги Хомякової, але пішов з цієї посади через конфлікт.

## Арешт
12 вересня 2021 року правоохоронні органи Чехії на підставі міжнародного ордеру на арешт, виданого Україною, затримали його в аеропорті імені Вацлава Гавела, міжнародному аеропорті Праги. Прессекретар посольства РФ в Чехії Микола Брякін заявив, що поліція Чехії підтвердила факт затримання, також що до місця затримання вирушив представник консульського відділу диппредставництва РФ для надання необхідної консульської допомоги.
Олександр Молохов, керівник робочої групи з міжнародно-правових питань при постійному представництві «Республіки Крим» при президентові Росії розповів, що затриманий російський активіст Олександр Франчетті був одним з учасників подій 2014 року, після яких півострів окупувала Росія та підкреслив, що чоловіка чекає негайна депортація в Україну. Голова Слідчого комітету Росії Олександр Бастрикін доручив своїм співробітникам перевірити причини затримання Олександра Франчетті. Чехія надала затриманому адвоката

## Нагороди
Нагороджений російською медаллю «За повернення Криму».